# 오근장 채지홍 묘소
오근장 채지홍 묘소(梧根場 蔡之洪 墓所)는 충청북도 청주시 청원구에 있다. 2017년 3월 17일 청주시의 향토유적 제158호로 지정되었다.

## 지정 사유
인천 채씨는 상주 함창에 살다가 16세손 채무이(蔡無易) 때 청주로 입향하였다. 채지홍(蔡之洪, 1683~ 1741)은 채무이의 후손으로 권상하에게 수학한 강문팔학사의 한사람이고, 영조대 무신란의 청주성 점령 당시 의병을 모집하여 활약하여 형조좌랑과 공홍도도사를 지냈다.